# روبرت كريستيان
روبرت كريستيان (بالإنجليزية: Robert Christian)‏ هو ممثل أمريكي، ولد في 27 ديسمبر 1939 بلوس أنجلوس في الولايات المتحدة، وتوفي في 27 يناير 1983 بنيويورك في الولايات المتحدة.

## وصلات خارجية
- روبرت كريستيان على موقع IMDb (الإنجليزية)
- روبرت كريستيان على موقع قاعدة بيانات برودواي على الإنترنت (الإنجليزية)
- روبرت كريستيان على موقع قاعدة بيانات الفيلم (الإنجليزية)